# Ювалди
За окръга в Тексас вижте Ювалди (окръг).
Юва̀лди (на английски: Uvalde, звуков файл за прозиношение) е град в Тексас, Съединени американски щати, административен център на окръг Ювалди. Населението му е 16 298 души (по приблизителна оценка от 2017 г.).
В Ювалди е роден актьорът Матю Макконъхи (р. 1969).